# Hacha ancha

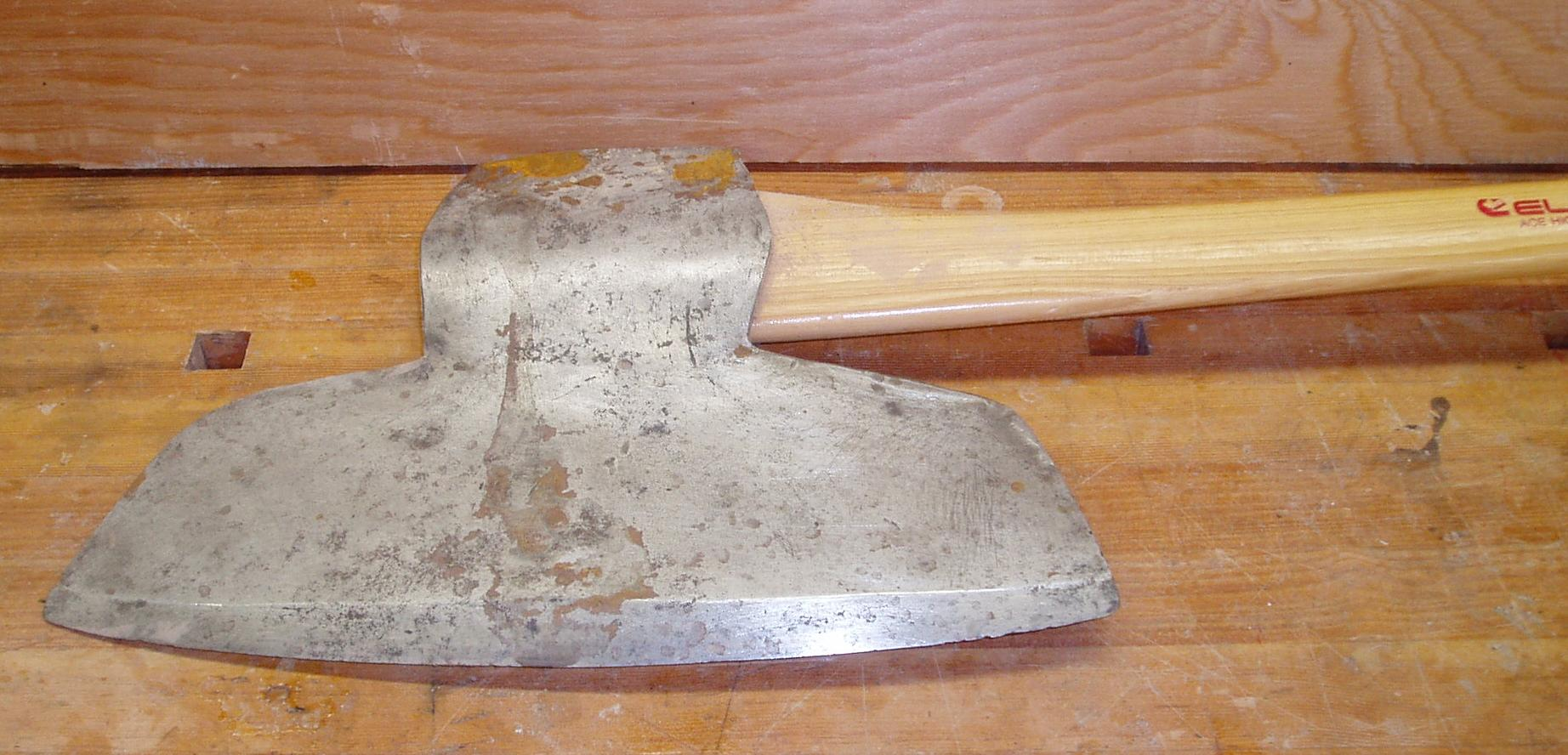
Hacha ancha con bisel de corte de un solo lado.

Un hacha ancha es un tipo de hacha para trabajo de la madera que posee una hoja grande. Un hacha ancha puede tener dos tipos de bordes de corte, ambos diseños se utilizan para labrar troncos. En uno de ellos una cara de la hoja de corte y el otro posee un bisel que define el filo, en cuyo caso se la denomina hacha lateral, o hacha con biselado simple. El otro tipo, posee ambos lados de la hoja de corte biselados, por lo que a veces se la denomina hacha de doble bisel, la cual produce un corte irregular.
En un hacha de hoja ancha con bisel simple el mango puede estar curvado hacia afuera del lado plano de forma de permitir al labrador una ubicación óptima en relación con la superficie sobre la que se encuentra trabajando. La hoja plana permite obtener una superficie plana en la madera pero solo se la puede usar en una dirección y por lo tanto son para trabajadores zurdos o diestros. El hacha con filo de doble bisel posee un mango recto y puede ser en ambos lados contra la madera. Un hacha de doble bisel puede ser utilizada para cortar o marcar y labrar. Cuando se la utiliza para labrar un tronco, se corta una marca en el costado del tronco hasta la línea guía trazada en el tronco, denominado marcado. Los trozos de madera entre las marcas son quitados con un hacha y la madera en exceso en removida con el hacha hasta la línea trazada en el tronco.

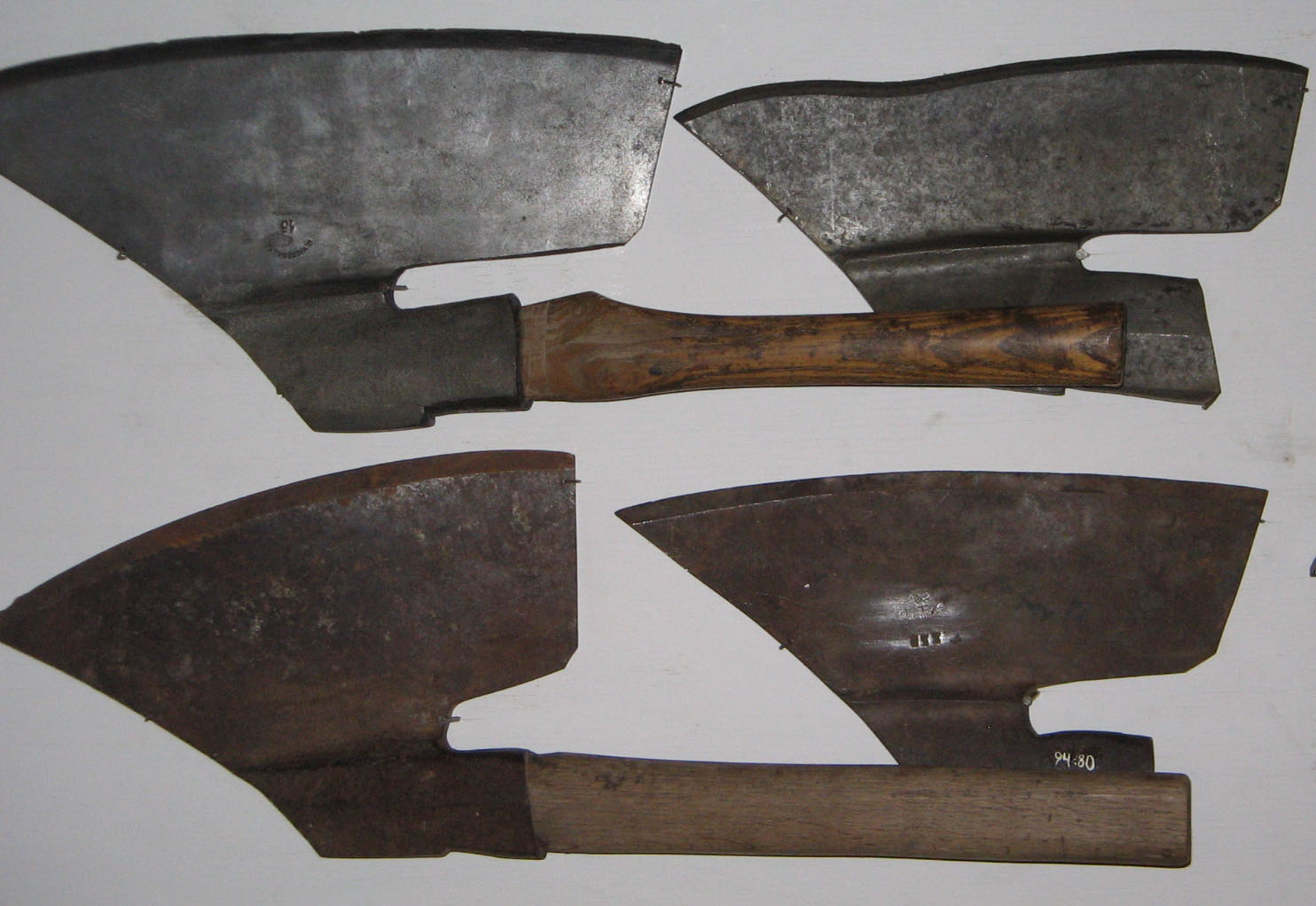
Varias hachas de hoja ancha.

## Historia
Las hachas anchas han sido utilizadas en Europa y América del Norte desde la antigüedad hasta fines del siglo XIX. Las hachas anchas eran comúnmente utilizadas en la fabricación de vigas de sección rectangular para construcción de casas, barcos y durmientes de ferrocarril.

## Usos modernos
Con el advenimiento de los aserraderos y las herramientas de carpintería eléctricas modernas, e uso de esta herramienta ha caído en desuso, aunque aun se la utiliza a veces en trabajos de restauración o en regiones subdesarrolladas.

## Galería

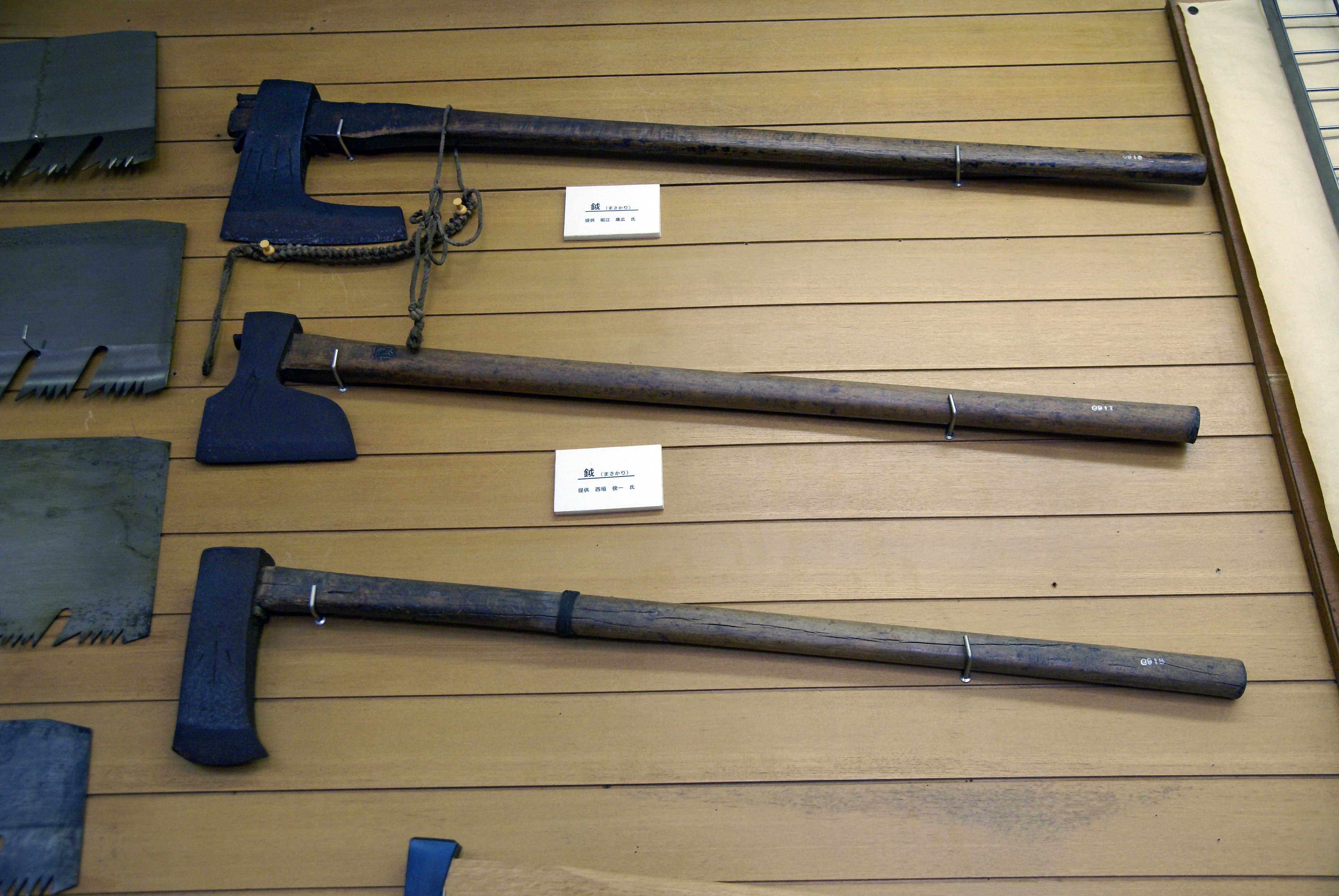
Hachas tradicionales japonesas en el museo de elementos de la ciudad de Miki
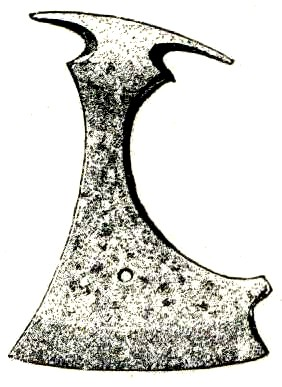
Hacha de hierro de la Edad de Hierro en Suecia, encontrada en Gotland, Suecia
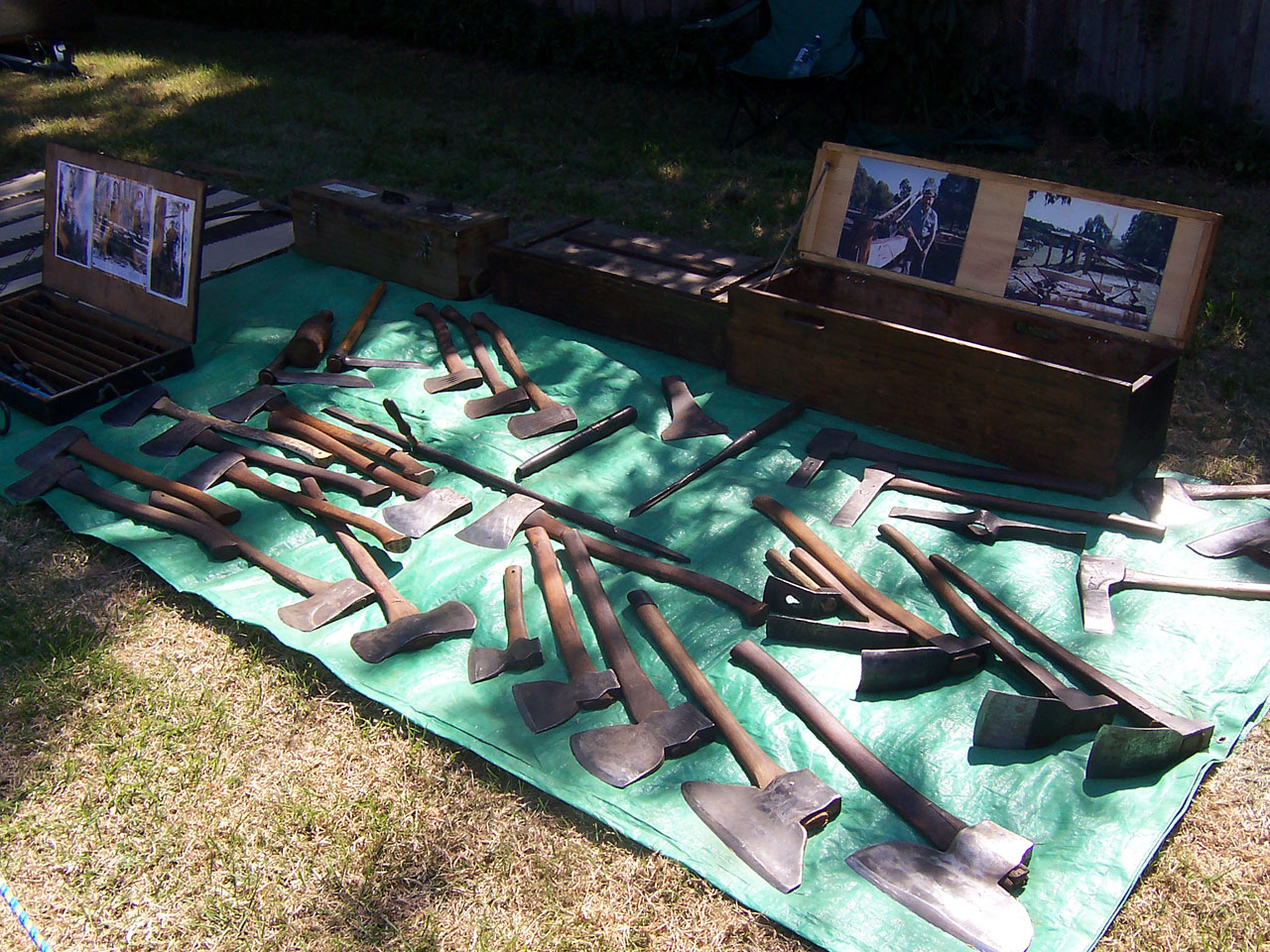
Varios tipos de hachas, hachas anchas y una hachuela ancha en el extremo inferior derecho
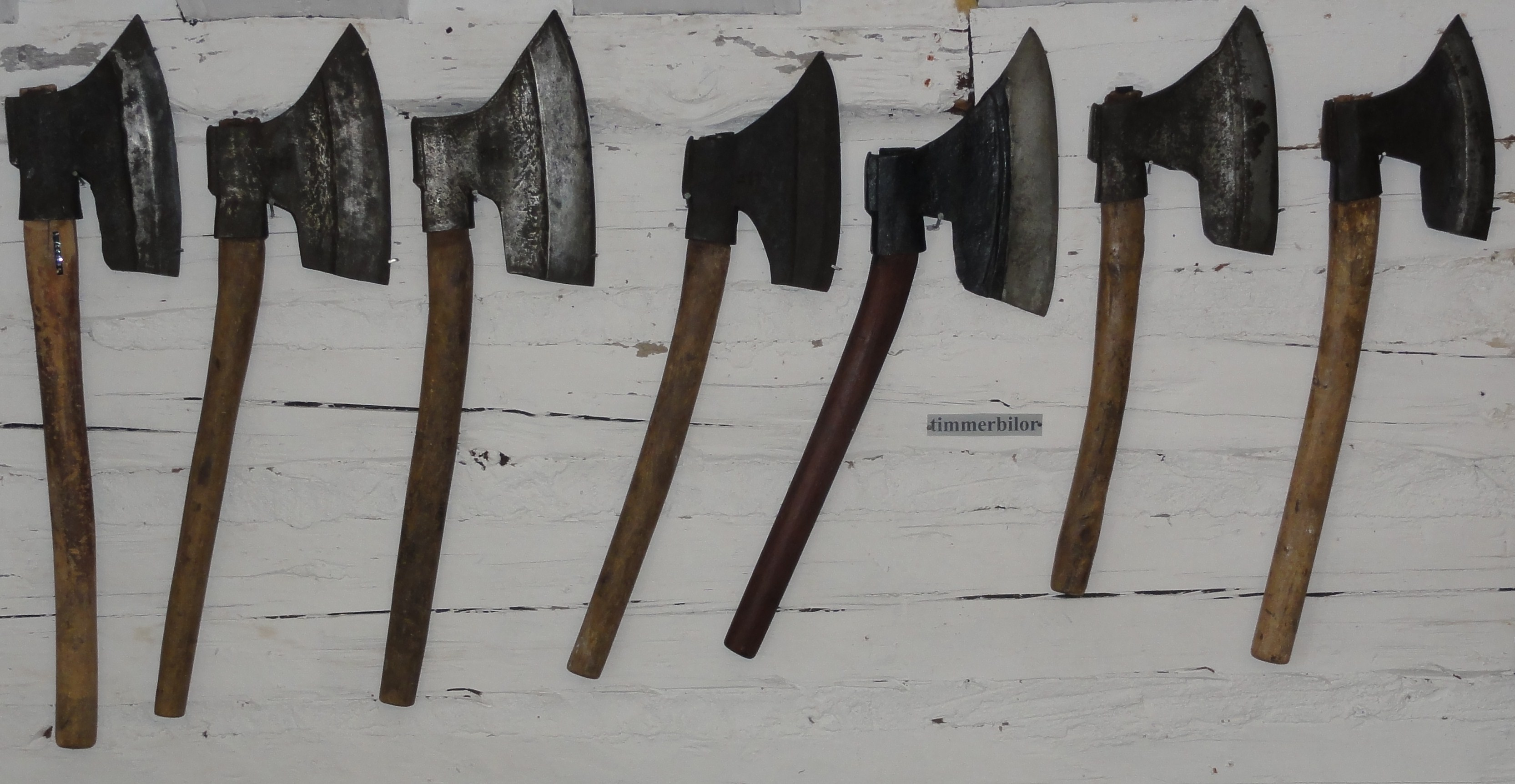
Hachas anchas en Suecia
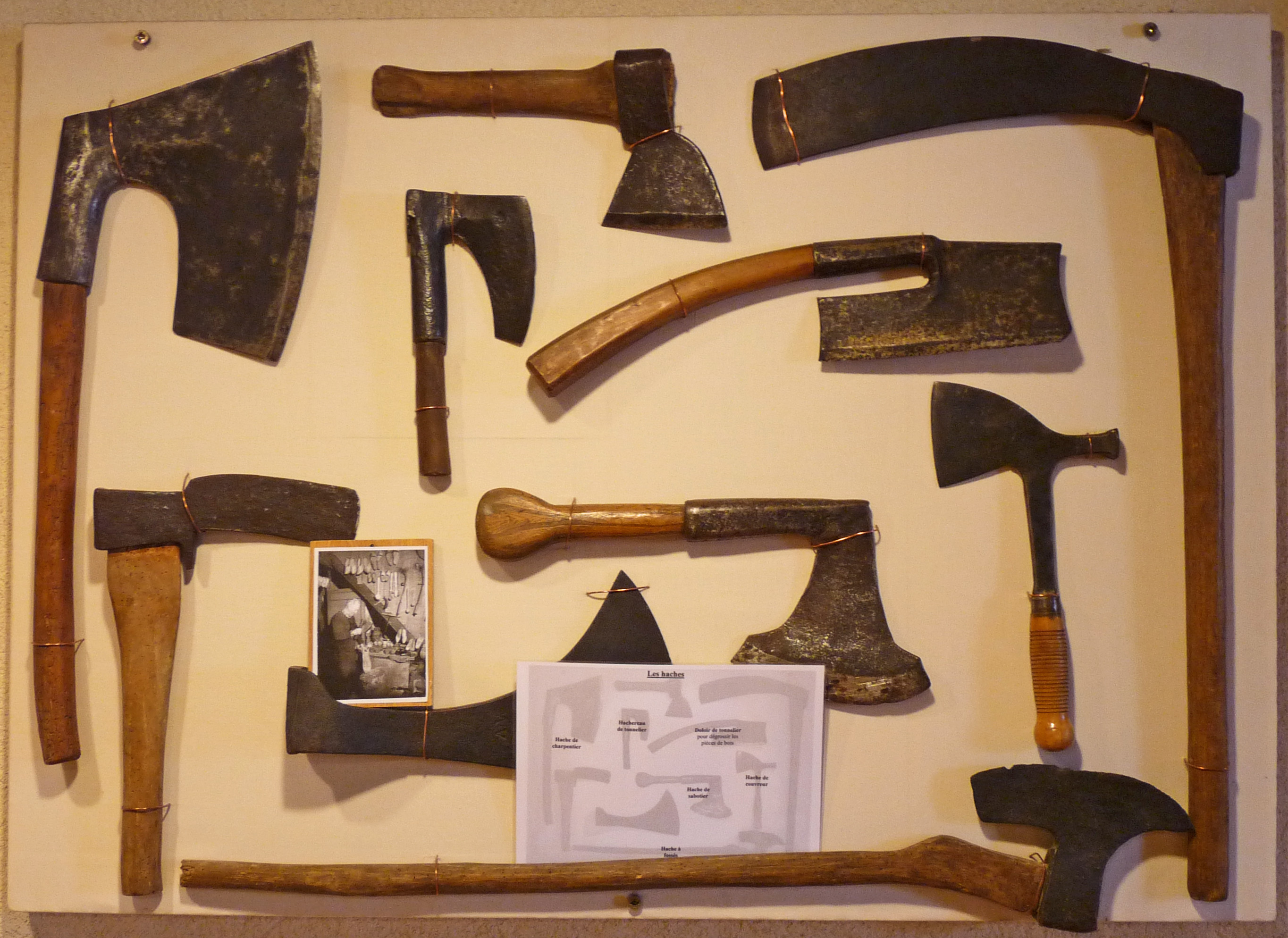
Hachas y hachuelas francesas de varias formas